# 費耶特維爾 (阿拉巴馬州)
費耶特維爾（英語：Fayetteville）是一個位於美國阿拉巴馬州塔拉迪加縣的非建制地區和人口普查指定地區。根據2010年美國人口普查，該地人口為1284人，而該地的面積約為51.21平方千米。

## 地理
費耶特維爾的座標為33°08′44″N 86°24′21″W / 33.14556°N 86.40583°W，而該地最高點為海拔高度133米（即436英尺）。